# On the Way to the Sky
On the Way to the Sky es un álbum de estudio del cantautor estadounidense Neil Diamond, publicado el 9 de octubre de 1981 por Columbia Records. Contiene la exitosa canción "Yesterday's Song", que alcanzó la posición No. 11 en las listas de éxitos y la canción homónima, que se logró ubicar en la posición No. 27.

## Lista de canciones

### Lado A
1. "Yesterday's Songs" – 2:51 (Neil Diamond)
2. "On the Way to the Sky" – 3:47 (Neil Diamond, Carole Bayer Sager)
3. "Right By You" – 3:37 (Neil Diamond, Richard Bennett, Doug Rhone)
4. "Only You" – 4:39 (Neil Diamond, Tom Hensley, Alan Lindgren)
5. "Save Me" – 3:23 (Neil Diamond)
6. "Be Mine Tonight" – 2:39 (Neil Diamond)

### Lado B
1. "The Drifter" – 4:55 (Neil Diamond)
2. "Fear of the Marketplace" – 4:18 (Neil Diamond)
3. "Rainy Day Song" – 4:31 (Neil Diamond, Gilbert Bécaud)
4. "Guitar Heaven" – 3:37 (Neil Diamond)
5. "Love Burns" – 3:45 (Tom Hensley, Alan Lindgren)